# مؤشر بيج ماك

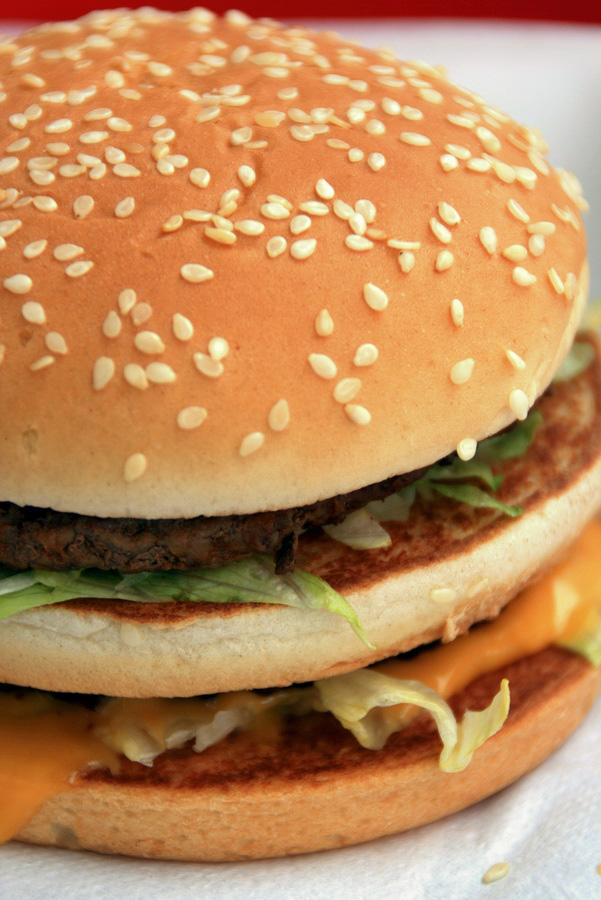
صورة لساندويتش بيج ماك من ماكدونالدز

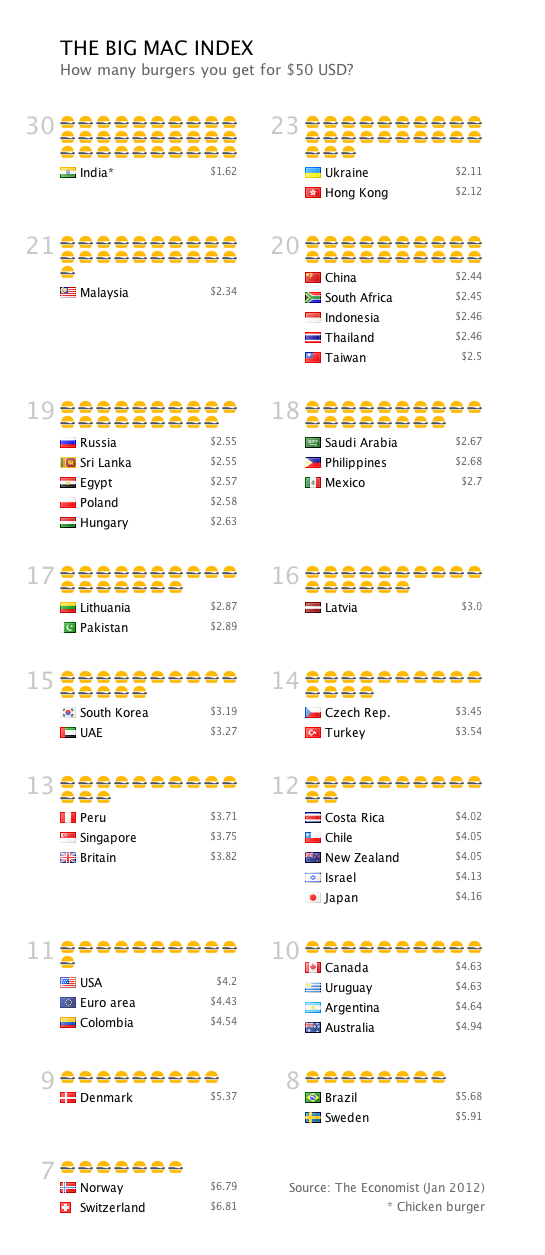
كم عدد البرغر يمكن شراءها بقيمة 50 $ دولار امريكي؟ (يناير 2012)

مؤشر بيج ماك هو مؤشر مالي اخترعته مجلة ذي إيكونوميست في عام 1986 كطريقة لقياس أداء العملات وما إذا كانت دون أو فوق قيمتها العادلة، وذلك من خلال مقارنة أسعار هامبرغر بيج ماك في عدد من دول العالم حيث أن تعادل القوة الشرائية لذلك المؤشر تمثل سعر الصرف الذي يجعل تكلفة الهامبرجر موحدة في جميع أنحاء الولايات المتحدة الأمريكية كما هو الحال في أي مكان آخر. فإذا ما تمت مقارنة ذلك مع المعدلات الفعلية لأسعار الصرف في حالة أن حظيت العملة بأقل تقييم أو أعلى تقييم.
وعلى سبيل المثال فإذا كان معدل سعر الصرف بين الولايات المتحدة وكندا 1.57. فإن تكلفة وجبة البيج ماك في الولايات المتحدة ستقدر بنحو 2.49 دولار، بينما ستبلغ تكلفتها 3.33 دولار في كندا، وذلك بالعملة المحلية وهي الدولار الكندي. وبناءاً على ذلك، ففي هذه الحالة نجد أن قيمة سعر الصرف للدولار الأمريكي والدولار الكندي قد تزايدت بواقع 15% أي 1.34 نقطة.

## وصلات خارجية
- موقع مؤشر بيج ماك يحتوي بيانات يعود تاريخها إلى عام 1997
- مؤشر «بيغ ماك» المعدل مقياس أدق لقيمة العملات في موقع العربية
- مؤشر (البيج ماك) لقياس العملات العالمية في موقع جريدة الجزيرة